# Suggs
Graham McPherson (Hastings, 13 januari 1961), beter bekend als Suggs, is de zanger van de Britse ska-popband Madness, en presentator van radio- en televisieprogramma's.

## Biografie

### Jeugd
Graham is de zoon van Edie McPherson, een jazz-zangeres die in het kroegen- en zalencircuit optreedt. Op driejarige leeftijd in de steek gelaten door zijn vader groeit hij op in Manchester en Liverpool. Op zijn achtste gaat hij bij een tante in Wales wonen. Graham raakt gefascineerd door Londen en in het bijzonder de wereld van Mods en skinheads. Hij wil daar graag deel uitmaken van die wereld, maar als het gezin in 1973 naar Noord-Londen verhuist volgt de ontnuchtering; glamrock is nu de orde van de dag in de trendgevoelige hoofdstad.
Toch weet McPherson een skinheadbende tegen het lijf te lopen; drie leden daarvan zijn Chris Foreman, Lee Thompson en Mike Barson, de latere oprichters van The North London Invaders. Graham gaat voortijdig van school, meet zich een skinheadlook aan en wordt Suggs, naar de Amerikaanse jazzfluitist Peter Suggs wiens naam hij in een jazzencyclopedie tegenkwam.

### Madness
In 1977 wordt Suggs de zanger van de Invaders, nadat iemand hem tijdens een bioscoopavond See You Later, Alligator heeft horen zingen. De band heeft in die tijd nog geen vaste bezetting: Lee Thompson loopt regelmatig weg met ruzie en Carl 'Chas Smash' Smyth, dan nog bassist, stapt eruit nadat Mike hem weigert naar huis te rijden. Voetbalfan Suggs echter verspeelt zijn positie door de bekerwedstrijden van Chelsea FC boven repetities te verkiezen. Drummer John Hasler neemt de zang over, maar als hij afwezig is voor een optreden op een bedrijfsfeest, aarzelt Suggs geen seconde om in te vallen. En hij blijft, aangezien de muzikale ontwikkeling van Hasler tegenvalt.
In 1979 veranderen de Invaders hun naam in Madness en beginnen de optredens toe te nemen. Op een avond in de Hope & Anchor vinden ze zielsverwanten in The Specials; Suggs neemt toetsenist/bandleider Jerry Dammers mee naar huis en houdt daar naast een voorprogramma ook een contract bij 2 Tone voor een single aan over.
Vanaf het moment dat The Prince de hitlijsten beklimt, groeit Madness uit tot een van de kopstukken van de ska-revival (ook al is hun muziek geen echte ska en wordt 2 Tone omgeruild voor Stiff) en wanneer de band ook de aandacht van de jeugd trekt wordt Suggs een tieneridool. Een tieneridool die echter met beide benen op de grond staat; hij blijft in Camden Town wonen, smijt geen geld over de balk en vermijdt zo veel mogelijk feesten waar sterren op afkomen. In dit alles wordt Suggs gesteund door zijn vriendin Anne Martin (alias zangeres Bette Bright), aan wie hij op 22 december 1981 zijn jawoord geeft. Ze krijgen twee dochters en zijn nog steeds samen.
Vanaf 1982 gaat Madness serieuzere muziek maken die minder aanslaat bij fans die Baggy Trousers en Embarrassment gewend zijn. Vooral na het vertrek van de naar Amsterdam verhuisde Mike Barson (december 1983) en de breuk met het Stiff-label, blijft de top tien buiten bereik. In september 1986 houdt de band het voor gezien, al maken Suggs, Carl, Chris en Lee een doorstart als The Madness. Hun titelloze plaat uit 1988 flopt nog harder dan de voorgaande en omdat er geen nieuwe demo's worden aangeleverd, wordt het contract niet verlengd.

### Leven zonder Madness
Suggs gaat onder zijn echte naam acteren; hij speelt rolletjes als zanger in de films The Tall Guy (waardoor It Must Be Love in 1989 opnieuw wordt uitgebracht) en Final Frame (waarin de zogenaamd milieubewuste East wordt vermoord), en de televisieserie Press Gang (als Jason). Tussendoor presenteert hij tijdens de zomervakantie van 1989 zes comedyavonden in de Mean Fiddler ("Ik ging af als een gieter").
Uiteindelijk keert Suggs dan toch terug naar de muziek; in 1990 wordt hij manager/producer van The Farm die onder invloed van de Manchester-scene hits scoort met Groovy Train en Spartacus. Ook hernieuwt Suggs zijn songschrijversverband met Mike Barson en zit hij regelmatig op het vliegtuig naar Amsterdam. Daarnaast houdt hij nog tijd over om een talkshow te presenteren bij BSkyB (ex-Sky Channel).
Lang duurt het echter niet, want eind 1991 verdwijnt Suggs on Saturday van de buis en beschaamt hij het vertrouwen van The Farm door het opnamebudget voor hun tweede album weg te drinken. Suggs lijkt nu definitief een yesterday's man.

### Reünie en solocarrière
Begin 1992 brengt Virgin Records de verzamelaar Divine uit, die Madness terugbrengt in de top tien en in de schijnwerpers; hoewel de roep om een reünie groot is, willen de heren daar niets van weten omdat ze nu met andere dingen bezig zijn, maar uiteindelijk kunnen ze er niet meer omheen en staat Madness vanaf augustus 1992 weer op het podium.
In 1994 tekent Suggs een solo-contract bij EMI waarop hij een jaar later The Lone Ranger uitbrengt; zijn versie van het Beatlesnummer I'm Only Sleeping, Camden Town en de Simon & Garfunkel-cover Cecilia worden allemaal hits in een periode waarin de britpop hoogtij viert. Suggs wordt tot aartsvader verheven, maar in een radio-interview zegt hij "Ik heb meer op met (John) Betjeman dan met Damon Albarn (van Blur)". Een solotournee staat gepland voor december 1996 maar wordt afgelast wegens tegenvallende kaartverkoop.
In 1997 neemt Suggs met spelers van zijn geliefde Chelsea Blue Day op; het wordt wederom een hit die op de zaken vooruitloopt, Chelsea wint namelijk de beker en de titel. Anderhalf jaar later brengt Suggs zijn tweede soloalbum uit; The Three Pyramids Club ligt in het verlengde van zijn voorganger maar is met andere muzikanten opgenomen en weet het succes niet te evenaren. Begin 1999 mag Suggs vertrekken maar lang kan hij daar niet mee zitten aangezien Engeland hem opnieuw in de armen heeft gesloten als presentator van radio- en televisieprogramma's. Tussen 1997 en 2001 is dat de karaokeshow Night Fever en na de radiostrip I Think I've Got A Problem (over een man die een jazzorkest in zijn hoofd heeft zitten en op de meest onverwachte momenten begint te zingen) gaat Suggs in het programma Disappearing London op zoek naar de culturele rijkdommen van Londen; en dan te bedenken dat hij op school een hekel had aan geschiedenis.

### Verder verloop
Vanaf 2004 praat Suggs bij Virgin FM party classics aan elkaar totdat hij op 1 augustus 2007 wordt vervangen door Tony Hadley, zanger van het haaks op de Madness-filosofie staande Spandau Ballet.
In 2008 krijgt Suggs een eigen talkshow (Suggs in the City) en speelt hij een rolletje in de film Edge of Love; ook presenteert Suggs het programma The Italian Job waarin hij met een Mini door zijn tweede thuisland trekt.
In 2009 verschijnt het boek Suggs & the City.
Naar aanleiding van zijn vijftigste verjaardag en het verlies van zijn kat begint Suggs in 2011 aan een zes jaar lange solotournee waarin hij aan de hand van liedjes en anekdotes terugblikt op zijn leven. Daarna is er een verfilming gemaakt met ook archiefbeelden. Te midden van de voorbereidingen heeft Suggs ook een bijrol weten te bemachtigen in een radiospel als doodgewaande zanger van een punkgroep die zich voorbereidt op een comeback.
In aansluiting op de solovoorstellingen bracht Suggs in 2013 zijn autobiografie That Close uit; ook nam hij Let's Go Crazy op voor het Prince-tribute-album Purple Reggae. Verder begon hij jaarlijkse benefietconcerten te organiseren voor het onderzoek naar alvleesklierkanker; dit nadat zijn schoonzus aan deze ziekte was overleden.
In 2016 nam Suggs een nummer op als gastzanger van Clang Group, de band die is opgericht door Madness-producer Clive Langer.
In 2017 was Suggs mede-presentator van WW2 Treasure Hunters (in Nederland uitgezonden op History HD). 
In 2018 begon Suggs aan een nieuwe solotournee vol anekdotes uit het verleden van Madness. Er werden data bijgeboekt en ook uitgesteld vanwege de coronacrisis in 2020. Tijdens deze periode trad Suggs met Barson als duo op.
Op 4 mei 2022 verscheen Ooh Do U Fink U Are, een duet met Paul Weller. De samenwerking met de voormalige frontman van The Jam en The Style Council kreeg een vervolg op diens soloalbum 66 die in mei 2024 uitkwam. Suggs schreef mee aan het openingsnummer Ship of Fools.
Suggs · Mike Barson · Lee Thompson · Chris Foreman · Mark Bedford · Daniel Woodgate · Chas Smash
- Biblioteca Nacional de España: XX1754772
- Gemeinsame Normdatei: 1045650323
- International Standard Name Identifier: 0000 0001 3106 7134
- Library of Congress Control Number: no98100709
- MusicBrainz: d7b26319-b22d-4fce-bf6f-1503e710e0fb
- Nationale Bibliotheek van Tsjechië: xx0108891
- Virtual International Authority File: 103620707
- WorldCat: E39PCjFwJ7TXPGC4QjHpd7tfG3